# Керолайн Форбс
Керолайн Форбс (англ. Caroline Forbes) — одна з головних героїв телесеріалу «Щоденники вампіра», роль виконує Кендіс Аккола. Також з'являється в серіалах «Первородні», «Спадок». Керолайн Елізабет Форбс-Сальваторе — вампір і дочка Вільяма Форбса II й шерифа Елізабет Форбс, дружина покійного Стефана Сальваторе і невістка Деймона Сальваторе і Елейни Ґілберт. Вона також є сурогатною матір'ю дочок-близнюків Аларіка та Джо, Ліззі та Джозі Зальцман. Вона завжди мала міцний зв’язок зі своїми друзями дитинства Елейною Ґілберт і Бонні Беннет. Вона також близька подруга зі своїм колишнім Меттом Донованом, якого вона знає з дитинства, а також з Ніклаусом Майклсоном. Керолайн відвідувала середню школу Містик-Фоллз, де була капітаном групи підтримки, відмінницею, головою танцювальних комітетів, комітету з благоустрою Містик-Фоллз, керівником програми переробки, кампанії «Go Green», міс Містик-Фоллз та однією з найпопулярніших дівчат в школі. Пізніше вона відвідувала коледж Вітмор разом з Елейною та Бонні, де вивчала драматургію.

## Біографія
На початку серіалу Керолайн починає зустрічатися з колишнім хлопцем Елейни, Меттом, який заохочує її стати більш турботливою, доброю та самовідданою. У фіналі першого сезону Керолайн була важко поранена в автокатастрофі та страждала від внутрішньої кровотечі. Коли ситуація Керолайн виглядала досить похмурою, Бонні та Елейна погодилися, що Деймон Сальваторе повинен зцілити Керолайн, нагодувавши її своєю кров'ю. Пізніше, коли здоров'я Керолайн покращилося, Керолайн була задушена в лікарні Кетрін Пірс, яка знала, що Деймон зцілив Керолайн, тому свідомо перетворила її на вампіра. Кетрін планувала використати Керолайн у власних інтересах, маніпулюючи нею, погрожуючи тим, кого вона любила, і зрештою віддала її Клаусу, щоб він убив її під час жертвопринесення. Проте Деймон рятує її та Тайлера Локвуда, і угода, укладена Кетрін, розривається. Нова вампірська природа Керолайн ускладнила її стосунки з Меттом, і це зрештою призвело до того, що вони розлучилися. Друг Метта, Тайлер, закохався в Керолайн після того, як вона допомогла йому з його першим повним місяцем після того, як він активував ген вовкулаки, коли він випадково вбив Сару. Через деякий час Керолайн зрозуміла, що теж закохана в Тайлера, тому між ними зав'язуються романтичні стосунки. Клаус також закохується в неї, стверджуючи, що вона йому подобається, тому що вона красива, сильна, сповнена світла, «надто розумна, щоб бути спокушеною ним», і він насолоджується нею.
Через чотири місяці після смерті Бонні та Деймона Керолайн кинула коледж і намагалася знайти спосіб повернути вампірів у Містик-Фоллз, оскільки антимагічний купол не пускав усіх вампірів, а також об’єдналася з Енцо у пошуках спосіб повернути Деймона та Бонні до живих. Після смерті Деймона вона також не спілкувалася зі Стефаном. Нарешті вона вистежує його за допомогою Енцо та намагається переконати повернутися додому. На превелике її розчарування, він відмовляється, і їхня дружба стає ще більш напруженою. Коли Деймон повертається, Стефан робить усе можливе, щоб загладити свою погану поведінку, але Керолайн постійно ставиться до нього холодно. Однак, дізнавшись про хворобу матері, вона незабаром налагоджує дружбу зі Стефаном.
Керолайн — останній член родини Форбс. Вона є членом сім'ї Зальцман, оскільки є сурогатною матір'ю дочок-близнюків Аларіка та Джо, Ліззі та Джозі, а також членом родини Сальваторе через її короткий шлюб зі Стефаном Сальваторе.

## Особистість
Керолайн — одна з популярних дівчат у школі, капітан команди підтримки, вона організовувала вечірки та завжди демонструвала високий рівень лідерства серед своїх друзів. Красива та шикарна, вона також була дуже сильною та рішучою, дуже схожою на свою матір Елізабет Форбс. Керолайн надзвичайно віддана і захищає своїх друзів. У неї чуйний і люблячий характер.
Ставши вампіром, вона по-іншому побачила світ, а також стала дорослішою. Вона стала набагато більш відповідальною та захищаючою. За іронією долі, вона більше цінує життя. У 4 сезоні Керолайн була описана як «експерт» із самоконтролю. Клаус показав їй, що вона більше не зв’язана тривіальними людськими умовностями, і завдяки своєму безсмертю та здібностям вампіра вона вільна.

## Зовнішність
Керолайн — красива молода жінка з блідим кольором обличчя, синьо-зеленими очима та світлим волоссям середньої довжини, яке вона часто носить у різних стилях. У неї струнка, завдяки черлідингу підтягнута і спортивна фігура. Вона також є однією з найвищих жінок у серіалі. Її зріст 5'8.
Відтоді, як Керолайн представили, її стиль кардинально змінився, мабуть, після того, як вона стала вампіром. Як людина, стиль одягу Керолайн включав виразно яскраві кольори, які привертали до неї увагу. Керолайн подбала про свій зовнішній вигляд, завжди стежачи за тим, щоб зачіска та аксесуари підходили до щоденного образу. У наступних сезонах вибір одягу Керолайн змінюється на невимушений, але набагато більш зрілий стиль; вважаючи за краще носити світлі футболки, вузькі джинси, високі чоботи; і колір не такий яскравий, як колись. Іноді вона одягала короткі сукні різних кольорів для таких випадків, як вечірки, і модні спідниці з відповідними топами.
У третьому сезоні вона одягала квітчасті сукні та спідниці з різнокольоровими кардиганами та босоніжками, а також темні джинси та піджаки поверх яскравих кольорових сорочок.
У четвертому сезоні вона вирішила носити сорочки з квітковим візерунком і майки під байкерські шкіряні та джинсові куртки, хоча іноді вдавалась до більш світлих кольорів, спідниць і топів.
Її вибір макіяжу дещо змінювався, на початку сезону вона носила багато макіяжу, зокрема блиску для губ і багато чорного макіяжу для очей, щоб виділити її синьо-зелені очі; однак у наступних сезонах вона виглядає набагато природніше, майже без макіяжу.

## Цікаві факти
1. Керолайн — перша героїня серіалу, яка дізналася таємницю братів Сальваторе та надприродного світу.
2. Вона не має улюбленого кольору, як сказав Метт у 6 сезоні.
3. Керолайн вважала, що разом Стефан і Елейна були «епічними» і дуже їх підтримувала.
4. Вона надзвичайно сильна для вампіра її віку.
5. Стефан заявив, що Керолайн нагадує йому його найкращу подругу Лексі.
6. Вона — перший вампір, якого вкусив успішний гібрид, створений Клаусом: Тайлер.
7. Єдині головні герої чоловічої статі, до яких вона не мала романтичних почуттів, це Джеремі Ґілберт і Елайджа Майклсон.
8. Улюблена група крові Керолайн — B+.
9. Вона — єдиний головний персонаж, який не зустрічав Майкла.
10. Керолайн їздить на Ford Fiesta Titanium.
11. Лексі Бренсон вважає її причиною, чому Стефан залишився в Містик-Фоллз після того, як вибрався з сейфа.
12. Керолайн — єдина головна героїня, яка не була на Потойбіччі або не була привидом.
13. Вона також є єдиною головною героїнею, яка померла лише одного разу, коли її вбила Кетрін і змусила  стати вампіром.
14. Керолайн починає писати у своєму щоденнику після того, як пообіцяла Елейні.
15. Вона — перший вампір, який завагітнів і народив; це сталося через заклинання Близнюків-сурогатів.